# Upplands runinskrifter 356
Upplands runinskrifter 356, även kallad Ängbystenen, är en runsten som står på ett gravfält i Ängby, Lunda socken och Sigtuna kommun i Uppland.

## Stenen
Runstenen, som står på sin ursprungliga plats mitt i ett gravfält, omnämndes redan på 1600-talet av Johan Peringskiöld. Vid den tiden ska det ha funnits flera bautastenar i runstenens närhet. Ornamentiken går i Urnesstil: Pr 3, vilket ger stenen en relativ datering till åren 1045-1075. Ortnamnet Virland som står i texten syftar på Wierland, ett historiskt landskap i nordöstra delen av nuvarande Estland, som finns omnämnt på ytterligare två uppländska runstenar. 
Inskriften på U 356 är i stort sett exakt densamma som på U 346. Också den är ristad av Åsmund Kåresson. Ragnfrid har alltså låtit resa två minnesvårdar över sin son Björn, förmodligen på två till släkten tillhörande gårdar.
Ristningen är signerad av Åsmund Kåresson och den från runor översatta inskriften följer nedan: 

## Inskriften
Translitterering av runraden:
ra(h)nfriþr ' lit rasa stain þino ' aftiʀ biurn · sun þaiʀa · kitilmun(t)aʀ ' kuþ mialbi hons (a)nt auk| |kuþs (m)uþiʀ hon fil a uirlanti · in osmuntr markaþi
Normalisering till runsvenska:
ʀagnfriðr let ræisa stæin þenna æftiʀ Biorn, sun þæiʀa Kætilmundaʀ. Guð hialpi hans and ok Guðs moðiʀ. Hann fell a Virlandi. En Asmundr markaði.
Översättning till nusvenska:
Ragnfrid lät resa denna sten efter Björn, hennes och Kättilmunds son. Gud hjälpe hans ande och Guds moder. Han föll i Virland. Och Åsmund ristade.